# Elemento químico essencial
Existe uma série de elementos químicos que são considerados essenciais para a vida humana ou para algum outro organismo. Para que se considere um elemento químico essencial este deve cumprir quatro condições:
- A ingestão insuficiente do elemento provoque deficiências funcionais, reversíveis se o elemento voltar a ficar nas concentrações adequadas;
- Sem o elemento, o organismo não cresce e nem completa o seu ciclo vital;
- O elemento influi diretamente no organismo e está envolvido em seus processos metabólicos;
- O mesmo efeito no organismo não pode ser conseguido por nenhum outro elemento.

A maioria dos elementos que compõem os seres vivos são denominados elementos organógenos ou bioelementos. Geralmente são classificados segundo a sua abundância em majoritários, traços e microtraços. Os elementos em quantidades muito pequenas, traços e microtraços, são denominados oligoelementos.
A lista seguinte mostra os bioelementos presentes no ser humano, ordenados por ordem de abundância:
- Majoritários: oxigênio, carbono, hidrogênio, nitrogênio, cálcio, fósforo, enxofre, potássio, sódio, cloro e magnésio.
- Traços: ferro, zinco, cobre, flúor , bromo e selênio.
- Microtraços (ultratraços): iodo, manganês, vanádio, silício, arsênio, boro, níquel, cromo, molibdênio e cobalto.

Existem outros elementos sem uma essencialidade muito clara como, por exemplo, lítio, cádmio e estanho.
Nem todos os seres vivos têm os mesmos elementos essenciais, por exemplo, o tungstênio não é essencial para os humanos mas é essencial para outros seres vivos.
Na tabela periódica a seguir estão destacados os elementos químicos essenciais, assim como alguns outros cuja essencialidade está sendo discutida: 
| H  |    |    |    |    |    |    |    |    |    |    |    |    |    |    |    |    | He |
| Li | Be |    |    |    |    |    |    |    |    |    |    | B  | C  | N  | O  | F  | Ne |
| Na | Mg |    |    |    |    |    |    |    |    |    |    | Al | Si | P  | S  | Cl | Ar |
| K  | Ca | Sc | Ti | V  | Cr | Mn | Fe | Co | Ni | Cu | Zn | Ga | Ge | As | Se | Br | Kr |
| Rb | Sr | Y  | Zr | Nb | Mo | Tc | Ru | Rh | Pd | Ag | Cd | In | Sn | Sb | Te | I  | Xe |
| Cs | Ba | La | Hf | Ta | W  | Re | Os | Ir | Pt | Au | Hg | Tl | Pb | Bi | Po | At | Rn |
| Fr | Ra | Ac |    |    |    |    |    |    |    |    |    |    |    |    |    |    |    |
|    |    |    |    |    |    |    |    |    |    |    |    |    |    |    |    |    |    |

| Elemento majoritário | Elemento majoritário | Elemento majoritário | Elemento majoritário | Elemento traço | Elemento traço | Elemento traço | Elemento traço | Elemento microtraço | Elemento microtraço | Elemento microtraço | Elemento microtraço | Essencialidade discutida | Essencialidade discutida | Essencialidade discutida | Essencialidade discutida |

Existem elementos que estão presentes num organismo, porém não são essenciais. A comprovação e verificação da deficiência de um elemento num organismo é um estudo muito complicado devido às pequenas concentrações que atuam. É possível que o elemento se incorpore ao organismo de maneira inadvertida, e o organismo utilize as reservas que possui. São situações de difícil observação pelos estudiosos, durante algum tempo.
Normalmente a essencialidade se demonstra quando se descobre uma função biológica para algum composto do elemento.
Se acredita que estes elementos químicos se têm convertido em essenciais devido à sua abundância e acessibilidade. Assim, existe uma boa relação entre a essencialidade de um elemento e a sua abundância na crosta terrestre e na água do mar.
Há casos em que o elemento é abundante mas não é essencial. Isto se explica pela dificuldade que o organismo apresenta em disponibilizá-lo. Por exemplo, o alumínio é um elemento muito abundante na crosta terrestre e não é essencial, seguramente porque forma compostos insolúveis em água e os organismos não podem captá-los facilmente.
As condições têm mudado desde o início da vida e os organismos têm podido se adaptar às mudanças ocorridas. Por exemplo, o ferro agora é pouco acessível, pois é encontrado principalmente como  Fe+3 que forma compostos poucos solúveis, sendo necessário os organismos formarem complexos solúveis para captá-lo. Quando a atmosfera era menos oxidante era encontrado principalmente na forma de Fe+2, que forma compostos mais solúveis.

## Relação dose-resposta
Qualquer elemento, essencial ou não, pode ser tóxico a partir de determinadas concentrações. Para cada elemento químico essencial existe uma faixa de concentração considerada ótima para um organismo. Nesta faixa de concentração o organismo consegue desenvolver corretamente as funções que dependem deste elemento, porém não pode estar em concentrações excessivamente altas para que não produza efeitos tóxicos.
Abaixo desta faixa ocorre a deficiência nutricional deste elemento, podendo ocorrer como consequência efeitos patológicos, inclusive a morte do organismo.
Acima desta faixa ótima também aparecem efeitos patológicos ou morte do organismo derivado da toxicidade do elemento.
Num organismo os níveis ótimos de um elemento se mantêm mediante mecanismos homeostáticos. Desta forma existe o controle de absorção, armazenamento e excreção dos elementos. Um organismo pode apresentar deficiência ou excesso de um elemento devido a dieta, problemas nos mecanismos de absorção ou outros